# Giuseppe Rossini (dirigente)
Giuseppe Rossini (Livorno, 30 aprile 1923 – Roma, 30 luglio 2018) è stato un dirigente d'azienda italiano.

## Biografia
Rossini entrato in RAI nel 1959 dopo vent'anni di esperienza nel 1979 è stato il fondatore, insieme a Carlo Fuscagni, Ernesto Mazzetti, Dario Natoli e Mario Raimondo e il primo direttore di Rai 3 in quota alla Democrazia Cristiana in area fanfaniana, insieme a Rai 3 nacque mezz'ora dopo anche il Tg3 diretto da Biagio Agnes (in quota Democrazia Cristiana) con condirettore Sandro Curzi (in quota PCI) e vicedirettore Alberto La Volpe (in quota PSI) e Orazio Guerra.
Manterrà la carica di direttore di Rai 3 fino al 1987 quando sia per il fallimento del progetto di una "rete locale" realizzata dalla Rai, dell'intenzione dell'azienda di far crescere la rete negli ascolti e soprattutto per effetto della lottizzazione Rai 3 e il Tg3 passano sotto il controllo del PCI, come Rai 2 e il Tg2 andarono al PSI e Rai 1 e il Tg1 alla DC, Rossini assumerà proprio la direzione di Rai 1 prendendo il posto di Emmanuele Milano, nel frattempo passato a dirigere Telemontecarlo, lasciando Rai 3 ad Angelo Guglielmi, manterrà la carica di direttore della rete ammiraglia della Rai fino al 1989.

## Opere
- Rossini, Giuseppe. Il movimento cattolico nel periodo fascista: momenti e problemi. Edizione 5 Lune, 1966.